# Zamach w centrum handlowym w Afuli
Zamach w centrum handlowym w Afuli – samobójczy zamach terrorystyczny przeprowadzony w dniu 19 maja 2003 przez palestyńskie organizacje terrorystyczne Palestyński Islamski Dżihad i Brygady Męczenników Al-Aksa w mieście Afula na północy Izraela. Zamachowiec wysadził się przed wejściem do centrum handlowego „ha-Amakim Szaarei”, zabijając 3 osoby i raniąc 70 kolejnych. Zginął także zamachowiec-samobójca.

## Okoliczności zamachu
Podczas palestyńskiego powstania zwanego intifadą Al-Aksa (lata 2000–2004) doszło do gwałtownej eskalacji przemocy w konflikcie izraelsko-arabskim. Od 2001 rozpoczęła się tragiczna w skutkach fala palestyńskich zamachów terrorystycznych, które silnie uderzały w społeczeństwo Izraela. Pomiędzy palestyńskimi organizacjami terrorystycznymi pojawił się swoista rywalizacja, kto zorganizuje więcej i bardziej tragicznych w skutkach zamachów. Izraelczycy poszukując skutecznej metody przeciwdziałania zamachom zaostrzyli procedury bezpieczeństwa, a następnie w 2002 podjęli decyzję o budowie muru bezpieczeństwa. Do tej pory palestyńskie kobiety pozostawały poza granicami zainteresowań organizacji terrorystycznych, jednak izraelskie procedury bezpieczeństwa coraz bardziej utrudniały realizację kolejnych zamachów. Z tego powodu Palestyński Islamski Dżihad rozpoczął rekrutację kobiet na terrorystów samobójców. W mieście Dżanin nawiązano kontakt z 19-letnią palestyńską kobietą Hiba Daraghmeh. Pochodziła ona z miasta Tubas i studiowała filologię angielską na Uniwersytecie Al-Quds. Kierowała się ona motywami zemsty, ponieważ w maju 2001 jej brat został ciężko postrzelony w starciu z Siłami Obronnymi Izraela. Był on członkiem elitarnej palestyńskiej formacji sił bezpieczeństwa Force 17. Po aresztowaniu, sąd izraelski skazał go na karę 22. lat pozbawienia wolności za działalność terrorystyczną. Z tego powodu Hiba Daraghmeh postanowiła zostać pierwszą kobiecą terrorystką-samobójczynią. Była kobietą, i dlatego pozostawała poza kręgiem podejrzeń izraelskich sił bezpieczeństwa. Dawało jej to większą swobodę ruchu i umożliwiało przeniknięcie na terytorium Izraela. W przygotowaniach do zamachu pomagały także Brygady Męczenników Al-Aksa.

## Przebieg zamachu
Rankiem 19 maja 2003 (poniedziałek) Hiba Daraghmeh opuściła swój rodzinny dom w Tubas i przyjechała do położonego pośrodku Doliny Jezreel miasta Afula. Około godz. 17:00 popołudniem zbliżyła się do centrum handlowego „ha-Amakim Szaarei”, usiłując wejść do jego środka. Wejścia jednak pilnowali pracownicy izraelskiej ochrony, którzy wybiórczo kontrolowali osoby wchodzące do sklepu. Terrorystka obawiając się zdemaskowania, o godz. 17:14 zdetonowała przed wejściem ładunki wybuchowe ukryte pod ubraniem. W wybuchu zginęły 3 osoby (2 strażników i 1 robiący zakupy w sklepie), a 70 kolejnych zostało rannych. Zginęła także terrorystka.
Lista zabitych:
- Kiryl Szremko, 22. lata, z Afuli
- Avi Zerihan, 36. lat, z Bet Sze’an
- Hassan Ismail Tawatha, 41. lat, z Dżisr az-Zarka[6]

## Konsekwencja zamachu
Izrael zdecydowanie potępił zamach jako „kolejny krwawy rozdział rzezi i terroru w historii Palestyny”. Minister obrony Sza’ul Mofaz podkreślił jednak, że działania terrorystów nie powstrzymają przyjętego na początku maja 2003 planu pokojowego dla Bliskiego Wschodu. Również prezydent Stanów Zjednoczonych George W. Bush powiedział, że przyjęty plan działań będzie realizowany.
Premier Autonomii Palestyńskiej Mahmud Abbas powiedział: „Zdecydowanie potępiamy zabijanie niewinnych cywilów, zarówno palestyńskich czy izraelskich, co jest sprzeczne z naszymi wartościami moralnymi i tradycją, a jedynie podnieca nienawiść między oboma narodami.” Abbas dodał także, że izraelskie operacje wojskowe na Zachodnim Brzegu i w Strefie Gazy „przyczyniają się do wzrostu przemocy”.